# NGC 7460
NGC 7460 is een spiraalvormig sterrenstelsel in het sterrenbeeld Vissen. Het hemelobject werd op 21 september 1876 ontdekt door de Franse astronoom Édouard Jean-Marie Stephan.

## Synoniemen
- UGC 12312
- MCG 0-58-21
- ZWG 379.23
- IRAS 22591+0159
- PGC 70287